# Guldbaggegalan 1973
Den nionde Guldbaggegalan, som belönade svenska filmer från 1972 och 1973, hölls den 29 oktober 1973.

## Vinnare
| Högsta kvalitetspoäng                           | Bästa regi                                |
| ----------------------------------------------- | ----------------------------------------- |
| - Viskningar och rop (4,05)                     | - Johan Bergenstråhle – Jag heter Stelios |
| Bästa skådespelerska                            | Bästa skådespelare                        |
| - Harriet Andersson – Viskningar och rop        | - Gösta Ekman – Mannen som slutade röka   |
| Juryns specialbagge                             |                                           |
| - Sven Nykvist – Viskningar och rop (för fotot) |                                           |